# Monument als castellers (Vilafranca del Penedès)
|  | Per a altres significats, vegeu «Monument als castellers». |

El Monument als castellers és una escultura realitzada el 1963 a Vilafranca del Penedès per l'escultor català Josep Cañas i Cañas en honor dels castellers de Catalunya. Està esculpida en pedra calcària i representa un pilar de 5. Fou inaugurada el 30 d'agost de 1963.
El mateix escultor fou autor del Monument als castellers situat al Vendrell. Aquest monument, conegut com a Quatre de vuit del Vendrell, representa un 4 de 8 i va ser fet en dues fases des del 1963. El 1969 es va inaugurar la mitat inferior de l'escultura, i la resta no fou finalitzada fins al 1976. Originalment, l'escultura estava ubicada al barri de Francàs del Vendrell i el 1995 es va traslladar a l'emplaçament que ocupa actualment, a l'entrada d'aquest municipi.